# Definition
Unter einer Definition (lateinisch definitio, „Abgrenzung“, aus lateinisch de-, „(von etwas) herab/weg“ und lateinisch finis, „Grenze“) versteht man in Logik und Wissenschaftstheorie die Bestimmung eines Begriffs (Begriffsbestimmung) oder die Erklärung des Wesens einer Sache. Eine lexikalische Definition muss gemäß George A. Miller eine verbale Beschreibung sein, in der semantische Relationen angegeben sind. Mit der Normierung von Definitionen beschäftigt sich u. a. auch die Terminologielehre.

## Etymologie
Die älteste nachgewiesene Verwendung des Wortes im Deutschen findet sich bei Martin Luther. In seiner „Disputation über den Menschen“ (lateinisch Disputatio de homine) vom 14. Januar 1536 setzte er sich ausführlich mit der philosophischen Definition des Menschen als „vernunftbegabtes, mit Sinnen und Körperlichkeit ausgestattetes Lebewesen“ auseinander. Johann Gottfried Kiesewetter sprach 1802 davon, „den ausführlichen Begriff eines Dinges innerhalb seiner Grenzen ursprünglich darstellen“. Erst durch Grenzen kann etwas genau bestimmt (definiert) und abgegrenzt werden, durch Grenzen entsteht die Territorialisierung (wie im Plural lateinisch fines für „Land“ erkennbar ist).

## Allgemeines
Für den Philosophen Christoph von Sigwart wird ein Wort durch Definition zum Begriff, so dass es sich bei der Definition um eine Worterklärung und nicht um eine Begriffserklärung handele. Sein Kollege Heinrich Rickert stellte 1888 heraus, dass mit der Definition einerseits der Prozess des Definierens gemeint sei und andererseits das Ergebnis, der Begriff.
Die Definition eines Begriffs soll diesen von anderen Begriffen abgrenzen. Begriffsinhalt und Begriffsumfang müssen so exakt bestimmt werden, dass eine klare Abgrenzung ohne Redundanzen möglich ist. Begriffsinhalt ist die Gesamtheit aller Merkmale eines Begriffs, Begriffsumfang ist die „Gesamtheit der einem Begriff auf derselben Hierarchiestufe untergeordneten Begriffe“. Der Begriffsumfang des Begriffs Fahrzeug beispielsweise besteht aus den Unterbegriffen Landfahrzeug, Wasserfahrzeug, Luftfahrzeug und Raumfahrzeug. Der Begriffsinhalt des Luftfahrzeuges umfasst dessen Merkmale, innerhalb der Erdatmosphäre zu fliegen (Flugzeuge, Hubschrauber) oder zu fahren (Luftschiffe, Ballonfahren). Hierdurch grenzt sich das Luftfahrzeug vom Raumfahrzeug ab, das im Weltraum unterwegs ist. Je größer der Begriffsinhalt ist, desto kleiner wird – bei gleichem Diskursuniversum – der Begriffsumfang.
Mit einer Definition wird die Bedeutung eines Begriffswortes, also der durch das Begriffswort ausgedrückte Begriff, bestimmt. Die Bestandteile und die logische Struktur sind stets gleich. Eine Definition ist gleichzeitig auch die Feststellung eines tatsächlich geübten Sprachgebrauchs sowie die Festsetzung oder Vereinbarung eines solchen in der Sprachwissenschaft.

## Definitionsregeln
Der zu definierende Begriff einer Definition ist das Definiendum, die Menge der definierenden Merkmale ist das Definiens. Soll beispielsweise „Junggeselle“ definiert werden, so ist dieses Wort das Definiendum und „männlicher, lediger Erwachsener“ das Definiens. Dabei wird vorausgesetzt, dass die Bedeutung des Definiens bekannt ist; das Definiendum wird als synonym festgelegt. Wissenschaftliche Definitionen müssen zudem seit Aristoteles (lateinisch Genus proximum et differentia specifica) einheitlich zunächst den nächsthöheren Gattungsbegriff (lateinisch genus proximum) und dann den Artunterschied (lateinisch differentia specifica) enthalten, um vollständig zu sein. Diese klassische Definitionsregel ist trotz einiger Kritikpunkte als Grundmodell weiterhin „für sehr viele Fälle […] brauchbar“. Beim Junggesellen ist der Gattungsbegriff „Erwachsener“, der Artunterschied „männlich und ledig“. Die abundante Definition gibt außer den wesentlichen auch unwesentliche Merkmale an, die zu weite Definition gibt zu viele, die zu enge Definition zu wenig wesentliche Merkmale an.
Unzulässig als Definitionsfehler sind Zirkeldefinitionen, wenn in der Definition eines Begriffs auf diesen zu definierenden Begriff selbst zurückgegriffen wird, also das Definiendum als Bestandteil des Definiens auftaucht. Empfindungen als „Elemente des bewussten Erlebens“ zu definieren, ist eine Zirkeldefinition, denn das „bewusste Erleben“ ist die „Gesamtheit aller Empfindungen“.
Welche Regeln des Definierens man einhält, ist grundsätzlich abhängig davon, welcher Definitionslehre zu folgen man sich entschieden hat. Auch die klassischen Definitionsregeln lassen sich auf Aristoteles zurückführen; sie werden heute weiterhin verbreitet angewandt, gelten teilweise jedoch auch als veraltet und werden in der modernen Wissenschaft oft als nicht sehr hilfreich angesehen.
1. Ein Begriff wird durch seine nächsthöhere Gattung und den Artunterschied definiert (lateinisch Praecisio definitionis).
2. Der Artunterschied muss ein Merkmal oder eine Gruppe von Merkmalen sein, die nur dem vorliegenden Begriff zukommen und bei anderen Begriffen fehlen, die zur selben Gattung gehören.
3. Eine Definition muss angemessen sein, d. h., weder zu weit noch zu eng gefasst sein.
4. Eine Definition darf keinen Zirkelschluss enthalten.
5. Eine Definition darf keine logischen Widersprüche enthalten.
6. Eine Definition darf nicht nur negativ bestimmt sein.
7. Eine Definition darf keine Mehrdeutigkeiten enthalten.

### Nichtkreativität
Von einigen Autoren wird die Nichtkreativität von Definitionen gefordert. Damit ist gemeint, dass unter Hinzunahme der Definition zu einer Theorie nichts erschlossen werden kann, was nicht bereits ohne jene Definition erschließbar wäre.

### Eliminierbarkeit
Wenn eine Äquivalenzdefinition korrekt gebildet ist, kann in allen Sätzen das Definiendum durch das Definiens oder das Definiens durch das Definiendum ersetzt werden, ohne dass sich der Wahrheitswert der Aussage ändert. Diese Eigenschaft gilt aber nicht für alle Definitionsarten, z. B. nicht für partielle oder rekursive Definitionen.
Die Eliminierbarkeit gilt auch nicht, wenn man sich auf der Metaebene befindet. Zum Beispiel folgt aus der Definition „Ein Schimmel ist ein weißes Pferd“ und dem Satz „Der Ausdruck ‚Schimmel‘ hat acht Buchstaben“ nicht „‚Weißes Pferd‘ hat acht Buchstaben“.

### Zirkelfreiheit
Karl Christian Friedrich Krause formuliert als erstes „Grundgesetz der Definition“:

„Die erste Forderung ist: das Zu-Definirende darf nicht wieder in der Definition vorkommen (terminus definitus non debet ingredi definitionem), denn wäre Diess, so erführe man ja nicht, Was das Zu-Definirende ist, es würde Dasselbe durch Dasselbe erklärt, idem per idem, wie man sagt.“

Und Krause liefert auch gleich zwei Beispiele:

„Z. B. es soll definirt werden der Begriff: Grund, da sagt man gewöhnlich: der Grund von Etwas ist Dasjenige, wodurch dieses Etwas ist. Damit erfährt man aber gar nichts, denn es ist idem per idem definirt; man hat nur ein andres Wort eingeschoben anstatt Grund, d. i. das Wort: durch, welches synonym ist mit Grund; oder wenn man den Raum definiren soll, und man sagt: der Raum ist die Form, wonach das Körperliche neben- und miteinander ist, hier ist idem per idem erklärt; weil man dann das Wort: neben, schon räumlich versteht.“

Bei einer mittelbaren – und zulässigen – Zirkeldefinition werden im Definiens Begriffe verwendet, bei deren Definition wiederum mittelbar oder unmittelbar auf das ursprünglich zu definierende Wort zurückgegriffen wird. So wird in der Medizin „Gesundheit“ definiert als „Abwesenheit von Krankheit“, die „Krankheit“ entsprechend eine „Beeinträchtigung der Gesundheit.“ Es ist weit verbreitet, das Definiendum durch die Negation seines Gegensatzes zu definieren, in der Physik beispielsweise „Kälte als Entzug von Wärme“ zu erklären oder in der Volkswirtschaftslehre das „Sparen“ als „Verzicht auf Konsum“. Dies gelingt nicht immer, denn der „Tag“ kann nicht durch die „Abwesenheit von der Nacht“ definiert werden, weil zu einem Kalendertag sowohl der Tag als auch die Nacht gehören (disjunktive Definition). Vielmehr ist der Tag „der Zeitraum zwischen Sonnenaufgang und Sonnenuntergang“ (operationale Definition).

### Angemessenheit
Als drittes Grundgesetz der Definition bezeichnet Krause die Regel, dass eine Definition weder zu eng noch zu weit sein darf:

„Eine dritte Forderung ist: eine Definition muss ihrem Definite angemessen seyn, sie darf nicht enger, sie darf nicht weiter seyn.“

Eine zu weite Definition wäre „Ein Vogel ist ein eierlegendes Tier“, da auch Krokodile Eier legen.

### Kürze
Aristoteles und Cicero haben gefordert, dass eine Definition kurz sein soll. Dem steht entgegen, dass Definitionen mitunter sehr lang sind. Häufig deuten aber lange Definitionen darauf hin, dass sie Bestandteile enthalten, die nicht die Verwendung eines Ausdrucks erläutern, sondern zur Untersuchung des mit dem Ausdruck Bezeichneten gehören.

### Redundanzfreiheit
Eng verwandt mit der Forderung nach Kürze ist die Forderung nach Redundanzfreiheit. Nach dieser Forderung darf eine Definition keine Bestandteile enthalten, die aus dem Rest der Definition logisch folgen.
Beispiel: „Ein Parallelogramm ist ein Viereck, bei dem die Gegenseiten jeweils parallel und gleich lang sind sowie die Diagonalen sich gegenseitig halbieren“ ist redundant, da dieser Satz bereits aus dem Satz „Ein Parallelogramm ist ein Viereck, bei dem die Gegenseiten jeweils parallel sind“ folgt.
Ist eine Definition nicht redundanzfrei, spricht man von einer Definition mit Pleonasmus (definitio abundans).

## Arten
Allgemein wird unterschieden:
- Realdefinitionen: Sollen das Wesen einer in der Realität vorhandenen Sache erfassen. Eine Realdefinition ist der Versuch, alles, was jemand von einem Prädikator stets als dessen Bedeutung unausgesprochen geläufig ist, ausdrücklich zu beschreiben.[28] Ein Messer „ist ein Schneidewerkzeug, bei dem eine geschärfte, längliche Klinge an einem Ende einen Griff besitzt, der normalerweise in seiner Länge der Breite der Hand entspricht“. In Mathematik und Logik haben Realdefinitionen eine große Bedeutung,[29] in den Sozial-, Wirtschafts- und Geisteswissenschaften werden sie dagegen nicht verwendet.
- Nominaldefinitionen führen neue Begriffe ein und legen deren Bedeutung durch Definitionen fest. In den Sozial-, Wirtschafts- und Geisteswissenschaften besitzen Nominaldefinitionen keinen allgemein gültigen und zeitlos geltenden Wahrheitsanspruch. Ihre Aufgabe ist es nicht, das Wesen von Objekten zu bestimmen, sondern den wissenschaftlichen Sprachgebrauch festzulegen.[30] Eine Definition kommt zustande, indem bereits bekannten Worten ein neues, bisher unbekanntes Wort gleichgesetzt wird (auch tautologische Definition genannt). So ist der Schimmel die Nominaldefinition für „weißes Pferd“.[31] Auch „Unter ‚AWT‘ wird im nachfolgenden Text 'Arbeitswerttheorie' verstanden“ ist eine Nominaldefinition.
- Begriffsexplikationen sollen den allgemein üblichen Gebrauch eines Ausdrucks erläutern. Sie überführen vage und wenig exakte Begriffe der Umgangssprache in einen exakt bestimmten wissenschaftlichen Begriff. Es wird ein inexakter Ausdruck (oder Begriff) einem exakten gegenübergestellt und durch diesen ersetzt.[32] Beispielsweise ist die zoologische Definition der Fische (lateinisch Pisces) „ein im Wasser lebendes Wirbeltier, das ein Kaltblüter ist und während des Lebens durch Kiemen atmet“ (Begriffsexplikation). Die in der Umgangssprache vorhandene Definition als „im Wasser lebendes Tier“ ist unpräzise und umfasst auch Wale, Seehunde und Delphine, die zoologisch nicht zu den Fischen gehören.
- Mathematische Definitionen sind diejenigen, die für ein komplexes Zeichen nach bestimmten Regeln neue Zeichen setzen, etwa[33]

{\displaystyle M:=\sum _{i\in A, \atop i>5}i}.
Das neue Zeichen {\displaystyle M} ist identisch mit dem komplexen Zeichen {\displaystyle \sum _{i\in A, \atop i>5}i} und wird durch es mathematisch definiert.
- Operationale Definitionen ordnen einen Begriff einer messbaren Größe zu.[34] Operationale Definitionen des Alltags sind unter anderem Bauanleitungen, Gebrauchsanleitungen oder Kochrezepte. Im Alltag wird beispielsweise das Alter definiert als „Zeitraum zwischen der Geburt und dem Tag der Datenerhebung“.
- Legaldefinitionen legen einen Rechtsbegriff in einer Rechtsnorm fest. Der Gesetzgeber kann mit ihrer Hilfe regeln, wie ein unbestimmtes Tatbestandsmerkmal zu verstehen ist.[35] So werden in § 90 BGB Sachen als „körperliche Gegenstände“ definiert, was unter anderem im Eigentumsherausgabeanspruch des § 985 BGB von Bedeutung ist.
- Disjunktive Definitionen bestehen in der Aufzählung ihrer Merkmale, die durch das eine Alternative ausdrückende Wort „oder“ miteinander verbunden sind: „Eine Zueignung begeht, wer eine Sache ihrer Substanz nach oder ihrem Wert nach seinem Vermögen einverleibt.“[36] Eine konjunktive Definition besteht in der Aufzählung ihrer Merkmale, die durch das einen Sachzusammenhang kennzeichnende Wort „und“ miteinander verbunden sind, z. B.: „Skandinavien besteht aus den Staaten Dänemark, Finnland, Norwegen und Schweden.“

Es gibt mithin nicht lediglich eine einheitliche Definition, sondern es kommt auf den Zweck an, für den eine Definition gelten soll. So muss die Legaldefinition lediglich dem Gesetzeszweck dienen, und wenn zu befürchten ist, dass der Gesetzgeber einen Begriff anders versteht als der Normadressat. Dadurch ist der lebensmittelrechtliche Begriff „Lebensmittel“ zum Zwecke der Lebensmittelüberwachung weiter gefasst als der biologische.

## Klassifikation von Definitionen

### Konnotative und denotative Definitionen

#### Intension und Extension
In der Definitionstheorie unterscheidet man zwischen der Extension und Intension eines Ausdruckes. Die Intension (Begriffsinhalt, Sinn, Konnotation) umfasst die Menge der Merkmale (Attribute, Eigenschaften), die gegeben sein müssen, damit Objekte (Personen, Gegenstände) mit dem Ausdruck bezeichnet werden. Die Extension (Begriffsumfang, Bedeutung, Denotation) umfasst die Menge aller Objekte, die mit dem Ausdruck bezeichnet werden.

„Die Extension des Namens ‚Tisch‘ ist die Menge aller Tische, die des Namens ‚Buch‘ die Menge aller Bücher, die des Namens ‚kubistisches Bild‘ die Menge aller kubistischen Bilder, u. ä.“

Zwischen Intension und Extension gibt es eine reziproke Relation:

„Vergleicht man Inhalt und Umfang des Begriffes miteinander, so ergibt sich folgendes Verhältniß: Je größer der Inhalt, desto kleiner der Umfang, und umgekehrt: je kleiner der Inhalt, desto größer der Umfang. Der Grund ist, weil auf viele verschiedene Gegenstände nur wenige gemeinschaftliche Merkmale, dagegen viele Merkmale auf wenige verschiedene Gegenstände passen.“

Die Extension kann leer sein („der gegenwärtige König von Frankreich“).

#### Konnotative Definitionen
Eine Definition, die die Intension eines Wortes angibt, nennt man intensionale bzw. konnotative Definition.

##### Äquivalenzdefinition
In der Äquivalenzdefinition wird der zu definierende Ausdruck (Definiendum) und der definierende Ausdruck (Definiens, Plural: Definientia) mit Hilfe einer Kopula verbunden, die ausdrückt, dass zwischen Definiendum und Definiens eine Äquivalenz besteht, d. h., dass der erste Ausdruck dem zweiten intensionsgleich ist.
Das klassisch-griechische Begriffsgefüge (altgriechisch ὁρίζειν (ὁρίζεσθαι) ὁρισμός orízesthein) wurde bei der Übersetzung in das Lateinische aufgespalten in definire / definitio und determinare / determinatio. Dabei ist die definitio (Begriffs-Erklärung) vom zu definierenden „Objekt“ her, die determinatio (begriffliche Festlegung) vom definierenden „Subjekt“ her bestimmt. Für die klassisch-griechische Denkform war beides noch in einem einzigen Begriff zusammengefallen.
Beispiele für solche Kopulae sind „… nennen wir …“, „… heißt so viel wie …“, „unter … soll man … verstehen“, „ist … genau dann, wenn …“.

###### Definition über die Gattung und den Artunterschied
Noch im 19. Jahrhundert war die aristotelische Lehre geläufig, wonach der nächsthöhere Gattungsbegriff (genus proximum) und der artbildende Unterschied (differentia specifica) anzugeben sei. Sie ist aber im Grunde nur für Klassifikationen brauchbar und steht zudem bei Aristoteles mit seiner besonderen Metaphysik in engem Zusammenhang.
Aristoteles hat für eine solche Definition folgendes Schema aufgestellt: Jeder Begriff kann als Art (altgriechisch εἶδος eidos, species) definiert werden
1. durch den darüber stehenden Begriff (Gattung, altgriechisch γένος genos; genus proximum) und
2. den kennzeichnenden (Art bildenden) Unterschied (altgriechisch διαφορά diaphora; differentia specifica), das sind die spezifischen Merkmale.

Die klassische Form der Definition ist demnach die unter Angabe eines genus proximum (Gattung) und einer differentia specifica (spezifisches Abgrenzungskriterium). Auch die Definition „Ein Skandinavier ist ein Mensch, der aus Dänemark, Finnland, Norwegen oder Schweden kommt“, erfüllt aristotelische Voraussetzungen, da der „Mensch“ als Gattungsbegriff fungiert.
Definitionen über die Gattung und den Artunterschied (lateinisch definitio fit per genus proximum et differentiam specificam) bilden die wichtigste Gruppe der Äquivalenzdefinitionen. Der Ausdruck wird mit Hilfe eines umfangreicheren Ausdrucks bestimmt und ein Unterschied angegeben, der nur bei der jeweiligen Art von Gegenständen vorkommt und bei allen anderen Arten der Gattung fehlt. Es scheint zunächst sinnvoll zu sein, eine möglichst große Anzahl von Eigenschaften zu wählen. Eine solche Aufzählung könnte jedoch nicht vollständig sein. Deshalb versucht man ein Merkmal zu finden, das genügt, die Gegenstände der Art von anderen Gegenständen der Gattung zu unterscheiden.
In Definitionen über die Gattung und den Artunterschied, insbesondere in den Geistes- und Sozialwissenschaften, findet man häufig den Fehler, dass sich mehrere Gattungen finden. Man nennt Definitionen mit diesem Definitionsfehler Definition mit mehreren Gattungen.

###### Synonymdefinition
Man kann ein Wort definieren, indem man ein Synonym zu dem Wort angibt. Das Problem dieser Methode ist, dass selten tatsächliche vollständige Synonyme vorhanden sind. John Stuart Mill verweist 1843 darauf, dass diese Form der Definition nicht allgemein anerkannt ist:
“This may be done eight by predicating of the name intended to be defined, another connotative name exactly synonymous, as, ‘Man is a human being’, which is not commonly accounted a definition at all […].”

#### Denotative Definition
Eine Definition, die die Extension eines Wortes angibt, wird als extensionale oder denotative Definition bezeichnet.

##### Deiktische Definition
Eine „deiktische“ (oder „epideiktische“) Definition ist eine Begriffsdefinition, sagen wir eines „Elefanten“, die im hinweisenden Zeigen auf ein Exemplar der durch den betreffenden Begriff bezeichneten Klasse besteht (siehe Deixis).
Beispiel: Dies hier ist rot: rot

### Deskriptive, festsetzende und stipulative Definition

#### Deskriptive Definition
Als deskriptive Definition (oder auch feststellende Definition) bezeichnet man eine Definition, die einen gewohnten Sprachgebrauch festhält.

#### Festsetzende Definition
Als festsetzende Definition bezeichnet man eine Definition, bei der ein neuer Ausdruck eingeführt wird.
Thomas Hobbes war einer der ersten, der entschieden eine Definition als Festsetzung der Bedeutung aufgefasst hat. Doch waren für ihn wie für Spinoza „richtige“ Definitionen der Ausgangspunkt für jede echte Wissenschaft.
Blaise Pascal (L’Esprit Géométrique, Logik von Port-Royal) war sodann der erste, der die Lehre vom Definieren als Begriffsfestsetzen logisch sauber durchgeführt hat.

##### Christoph Sigwart
Christoph von Sigwart (1830–1904) wollte „Definition“ nur den Satz nennen, der die Bedeutung zweier Ausdrücke gleichsetzt.

##### Gottlob Frege
Die „Fregesche Theorie“ – die Dubislav so nennt, weil Gottlob Frege es war, der die Unterscheidung von Zeichen und Bezeichnetem entwickelt hat – versteht Definitionen als Substitutionsregeln über Zeichen. Eine Definition gibt die Bedeutung eines Zeichens an, indem sie angibt, auf welche Weise ein Zeichen durch ein anderes in logisch äquivalenter Weise zu ersetzen ist.

##### Karl R. Popper
Nach herkömmlicher Auffassung bilden Definitionen die Grundbausteine einer jeden Wissenschaft. Für Karl Popper jedoch sind Definitionen gegenüber Problemen und Theorien eher unwichtig. Denn Begriffe sind in ihrer logischen Funktion den Aussagen und Theorien untergeordnet, in deren Zusammenhang sie verwendet werden.

„Nicht durch die Definition wird die Anwendung eines Begriffes festgelegt, sondern die Verwendung des Begriffes legt das fest, was man seine ‚Definition‘ oder seine ‚Bedeutung‘ nennt. Anders ausgedrückt: Es gibt nur Gebrauchsdefinitionen.“

Die herkömmliche Auffassung, man müsse, bevor man eine Diskussion beginnt, erst einmal die Begriffe definieren, d. h., Übereinstimmung über das zu verwendende Vokabular erzielen, hält Popper für grundfalsch. Denn alle Definitionen, inkl. operationaler Definitionen, können nur das Problem von einer Seite der Definitionsrelation auf die andere Seite verschieben. Das führt zu einem infiniten Regress; letzten Endes bleiben immer undefinierte Ausdrücke übrig. Es sei aus logischen Gründen unmöglich, wissenschaftliche Begriffe empirisch zu definieren oder zu „konstituieren“. Doch ist es, um Verwirrung zu beseitigen, oftmals nötig, Begriffe (wie etwa „wahrheitsähnlich“ oder „wahrscheinlich“) zu unterscheiden.
Die Begriffe der empirischen Wissenschaft sind stets nur implizit definiert, und zwar durch die Sätze, in denen sie auftreten. Diese implizite Definition ist als solche nur eine logisch-formale; sie gibt den implizit definierten Termen keine bestimmte Bedeutung (implizit definierte Terme sind Variable). Eine „bestimmte Bedeutung“, und zwar eine empirische „Bedeutung“, erhalten die implizit definierten Terme erst durch den empirischen Gebrauch der Sätze, in denen sie auftreten.
Die irrtümliche Ansicht, dass es möglich ist, Begriffe entweder explizit (durch Konstitution) oder durch Hinweis (durch eine sog. „Zuordnungsdefinition“) empirisch zu definieren, kann durch den Hinweis auf die unüberbrückbare Kluft zwischen Universalien (Allgemeinbegriffen) und Individualien (Eigennamen) widerlegt werden. Es ist trivial, dass man weder durch eine Klasse von Eigennamen einen Universalbegriff definieren kann, noch einen Eigennamen durch Spezifikation von Universalbegriffen. Zwischen Individual- und Universalbegriffen gibt es also keinen Übergang in dem Sinn, dass Individualien durch Universalien oder Universalien durch Individualien definierbar sind; es gibt zwischen ihnen nur eine Substitutionsbeziehung: Jeder Individualbegriff kann nicht nur als Element einer individualen, sondern auch als Element einer universalen Klasse auftreten (aber nicht umgekehrt).
Ein analoges Verhältnis wie zwischen Begriff und Gegenstand besteht zwischen Satz und Tatsache. Der Satz stellt einen Sachverhalt dar. Diesen Sachverhalt kann man von der Tatsache (einem irrationalen Stück Wirklichkeit), die der Satz bezeichnet und von welcher der Sachverhalt ein „rationales Teilmoment“ bildet, unterscheiden.
Von jedem Gegenstand kann man seine Merkmale aussagen. Jeder Satz, der ein Merkmal aussagt, stellt einen Sachverhalt dar. Dass ein Gegenstand unendlich viele Merkmale hat, entspricht also dem Umstand, dass eine Tatsache unendlich viele Sachverhalte als rationale Teilmomente hat.
Diese zweite Ausdrucksweise, die sich auf Tatsachen, Sachverhalte und Sätze bezieht, ist zweifellos wichtiger als die Ausdrucksweise, die von Gegenständen, Merkmalen und Begriffen redet. Aber ebenso, wie ein Gegenstand nicht aus Merkmalen besteht, und wie die Merkmale sich schon dadurch als von uns an den Gegenstand herangebracht erweisen, dass sie sich – rein logisch – immer als willkürlich herausgegriffen erweisen (herausgegriffen aus einer unendlichen Menge möglicher Merkmale), ebenso erweisen sich die Sachverhalte als rationale, von uns in die nicht-rationalisierte Wirklichkeit hineingetragene Koordinaten.
Der naive induktivistische Empirismus hält die Sätze für Abbildungen der Wirklichkeit. Er glaubt also, dass die Sätze das darstellen, was hier als „Tatsachen“ bezeichnet wird; und er übersieht also den Unterschied zwischen „Sachverhalt“ und „Tatsache“. Er hält nicht die Tatsachen, sondern die Sachverhalte für in irgendeinem Sinne „gegeben“ oder „beobachtbar“. Ein weniger naiver Standpunkt, der Sachverhalt und Tatsache unterscheidet, steht, wenn er induktivistisch vorgeht, vor dem Rätsel, wie sich aus den irrationalen Tatsachen die rationalen Sachverhalte abheben.
Für den Deduktivismus besteht hier keine grundsätzliche Schwierigkeit. Seine Theorieansätze sind durchweg rationale Konstruktionen. Dass ein Sachverhalt sich als rationales Teilmoment einer Tatsache erweist, bedeutet für ihn nichts anderes als die Möglichkeit, dass die Tatsachen rationalen Sachverhalten widersprechen können – anders ausgedrückt, und zwar biologisch-pragmatisch: dass Reaktionen sich als zweckmäßig und unzweckmäßig erweisen können.

„Die Grundsätze der Theorien (nichtempirischer wie empirischer) können als implizite Definitionen der auftretenden Grundbegriffe aufgefasst werden. Das ist für nichtempirische Theorien anerkannt; bei empirischen Theorien ist man jedoch meist der Meinung, dass die Grundbegriffe als nichtlogische Konstanten oder dergleichen aufzufassen sind und dass ihnen irgend etwas in der Wirklichkeit zugeordnet ist. Diese Auffassung ist in dieser Form unhaltbar (insbesondere die angegebene Auffassung von den Zuordnungsdefinitionen). Denn dass ein Grundbegriff seinem Gegenstand in der Wirklichkeit zugeordnet werden kann, würde besagen, dass Allgemeinbegriffe aufweisbare Gegenstände bezeichnen (das heißt die These ‚universalia sunt realia‘ in primitivster Form).
Die Sache verhält sich so, dass auch die Grundbegriffe der empirischen Wissenschaften implizit definiert sind. Die Zuordnung zur Wirklichkeit geschieht nicht für die Grundbegriffe, sondern für die Theorie als Ganzes, mit allen ihren Begriffen (dadurch, dass angegeben wird unter welchen Umständen sie als widerlegt anzusehen ist). Anders ausgedrückt: Die Zuordnung geschieht durch die Methode der Entscheidung über die besonderen Folgesätze der Theorie, durch Entscheidung über die abgeleiteten Prognosen, in denen die Grundbegriffe gar nicht mehr auftreten. (Die Zuordnung ist Anwendung der Theorie, ist Praxis, sie beruht auf praktischen Entschlüssen; – eine Bemerkung, die eine Auseinandersetzung des Unterschiedes der transzendentalen und der erkenntnispsychologischen Betrachtungsweise dringlich macht.).“

Während die Logik der Forschung eine Methodologie im Sinne des Empirismus vorschlägt, grenzt Popper letztere ab von einer anderen, für die ein jedes wissenschaftliches System maßgeblich aus Definitionen besteht. Der Konventionalismus ist nach Popper zwar ebenfalls eine deduktivistische Methodologie; aber für diese sind Gesetzesaussagen keine Aussagen, die sich auf die Wirklichkeit oder die Erfahrung beziehen, sondern analytische Urteile, die auf Definitionen gründen. In einem umfassenderen Sinne können an Stelle von expliziten Definitionen auch „implizite Definitionen“ durch die Interpretation und die begriffliche Vernetzung innerhalb eines axiomatischen Systems treten. Hierbei werden die Begriffe also nicht explizit, sondern durch die axiomatische Theorie definiert.
Der grundsätzliche Unterschied aber zwischen Konventionalismus und dem von Popper vertretenen Empirismus ist nicht erkenntnislogisch festzumachen, sondern beruht auf einem Unterschied der Entscheidung für eine bestimmte methodologische Ausrichtung: Während der Empirismus wissenschaftliche Aussagen an der Erfahrung scheitern lassen will, kann der Konventionalist durch eine „konventionalistische Wendung“ in der unterschiedlichsten Art und Weise seine bevorzugte Theorie stets aufrechterhalten. Denn diese ist schon aufgrund definitorischer Setzung (logisch) wahr; sie legt dann ihrerseits fest, etwa durch Messverfahren, was relevante Daten für sie sind.

#### Stipulative Definition und ihre Explikation
Als stipulative Definition (oder auch regulierende, regelgebende bzw. vorschreibende Definition) bezeichnet man eine Definition, die einen gewohnten Sprachgebrauch zur Grundlage nimmt, aber den Gebrauch neu regelt. Die Analyse des Sprachgebrauchs mit dem Ziel einer stipulativen Definition bezeichnet man als Explikation.

##### C. G. Hempel
Carl Gustav Hempel empfiehlt, Realdefinitionen ebenso wie der natürlichen oder Alltags-Sprache entnommene Ausdrücke und Begriffe dem Verfahren der Explikation oder Begriffsanalyse zu unterziehen. Erst damit können sie zweckgemäß in wissenschaftlichen Aussagenzusammenhängen eingesetzt werden. Es wird hier eine Parallele zu Karl Poppers „diakritischer Analyse/Dialysis“ deutlich.

##### Explikationsverfahren
Als Explikation bezeichnet man den Vorgang, in dem von einem Ausdruck, dessen Bedeutung noch nicht klar ist, zu einem wissenschaftlich fundierten Ausdruck gekommen wird. Häufig wird das Ergebnis eine stipulative, d. h. regulierende, Definition sein. Es haben sich verschiedene Explikationsverfahren etabliert.

###### Etymologische Methode
Ausgangspunkt dieser Methode bildet die Wortherkunft. Der Verweis kann auf die Herkunft in derselben Sprache oder die Herkunft in einer anderen Sprache erfolgen. Die Wortherkunft ist häufig nur ein Element beim Explizieren und unzuverlässig, aber es kann durchaus überraschende Ergebnisse und Perspektivenwechsel liefern. Insbesondere kann sie helfen Entwicklungstrends bei der Verwendung des Ausdrucks zu erkennen.
Die etymologische Methode
„[…] empfiehlt nämlich folgendes Vorgehen:
1. Der definierte Ausdruck soll in seine Bestandteile zerlegt werden.
2. Feststellung des Sinns der einzelnen Bestandteile, den sie in der Herkunftssprache hatten.
3. Aus den Sinnen der Bestandteile soll schließlich der Sinn des ganzen definierten Ausdrucks konstruiert werden.“

###### Induktive Methode
Eine weitere Methode ist die Analyse (insbesondere der Vergleich) vieler Anwendungsfälle des untersuchten Ausdrucks. Die Methode trägt auch den Namen sokratische Methode, weil Sokrates sie angeblich als erster in seinen Überlegungen über den Sinn verschiedener Wörter systematisch anwendete. Die Bezeichnung sokratische Methode ist allerdings problematisch, da dieser Begriff in der philosophiegeschichtlichen Terminologie nicht nur die Induktion beinhaltet.

###### Lexikonmethoden
In der analytischen Philosophie wird häufig versucht, möglichst viel Sprachmaterial zu gewinnen, um in die Analyse eines Wortes einzusteigen. Es gibt verschiedene systematische Hilfsmittel für das Auffinden eines ausreichenden Sprachmaterials. Eine Gruppe dieser Methoden bilden die Lexikonmethoden.
„Die eine ist, das ganze Lexikon durchzugehen, und sich alle relevant scheinenden Wörter zu notieren; das nimmt gar nicht so viel Zeit in Anspruch, wie vielleicht viele annehmen. Die andere ist, mit einer ziemlich weit gefaßten Auswahl von offensichtlich relevanten Wörtern anzufangen und im Lexikon jeden einzelnen nachzuschlagen. Es wird sich dabei herausstellen, daß in den Erklärungen der verschiedenen Bedeutungen eines jeden Ausdrucks eine überraschende Anzahl anderer, zwar verwandter, aber natürlich oft nicht synonymer Ausdrücke vorkommt. Dann schlagen wir wieder unter jedem dieser Ausdrücke nach und erweitern somit unseren Bestand durch die jeweils gegebenen »Definitionen«. Wenn wir so ein wenig weitergemacht haben, so wird sich im allgemeinen ergeben, daß sich der »Familienkreis« zu schließen beginnt, bis er zuletzt vollständig ist und wir nur noch auf Wiederholungen stoßen. Diese Methode hat den Vorteil, die Ausdrücke in geeignete Gruppen zusammenzufassen. Aber natürlich wird ein Gutteil davon abhängen, wie umfassend die anfängliche Auswahl gewesen ist.“

###### Übergang zu anderen Wortarten
In der analytischen Philosophie hat sich ein weiteres Explikationsverfahren etabliert, der Übergang zu anderen Wortarten. Ein typischer Fall ist der Übergang von einem Substantiv zum dazugehörigen Verb. In vielen Fällen, z. B. wenn man statt der Sprache das Sprechen oder statt der Feststellung das Feststellen untersucht, erhöht man mit diesem Zugang die Betonung des Handlungscharakters des Untersuchungsgegenstandes. In anderen Fällen ändert sich zumindest die Perspektive auf den zu explizierenden Ausdruck.

##### Aristoteles
Die Logik von Aristoteles ist nie „formal“ in dem Sinne, dass sie von allen metaphysischen Annahmen oder anderen sachlichen Vorannahmen frei wäre. Methodologisch ist wichtig, dass nach Aristoteles die höchste Aufgabe der Definition darin besteht, die wissenschaftliche Untersuchung abzuschließen und dadurch das Wesen der untersuchten Objekte festzustellen.

##### G. W. F. Hegel
In der herkömmlichen Philosophie wird das Allgemeine Aristoteles folgend innerhalb der Logik von Begriff, Urteil und Schluss behandelt. Für Hegel (Jenenser Logik, Wissenschaft der Logik) aber nun reflektieren diese logischen Formen und Prozesse diejenigen der Wirklichkeit, d. h., sie werden von ihm ontologisch gedeutet.
Herkömmlich erfasst durch die Definition das Denken die allgemeine Natur eines Objekts in ihrem wesentlichen Unterschied zu anderen Objekten. Nach Hegel kann die Definition dies nur leisten, weil sie den wirklichen Prozess widerspiegelt, in welchem sich das Objekt von andersartigen unterscheidet: Die Definition drückt die Bewegung aus, in der ein Sein seine Identität in der Bewegung bewahrt.
Demnach kann eine wirkliche Definition nicht in einem einzelnen Satz gegeben werden, sondern eigentlich nur durch die wirkliche Geschichte des Objekts selbst, wie es sich gegen anderes Besonderes sowohl verteidigt wie auch erhält und erweitert.
Das Allgemeine wird durch die Negation des Besonderen gestaltet, d. h., der Begriff wird dialektisch konstruiert. Der Prozess der Auflösung und Zerstörung der stabilen Welt des gemeinen Menschenverstandes resultiert in der Konstruktion eines Allgemeinen, das in sich konkret ist. Denn es verwirklicht sich im Besonderen und durch das Besondere, d. h. in der Totalität der besonderen Momente.

##### Heinrich Rickert und Emil Lask
Innerhalb des Badischen Neukantianismus haben sich insbesondere Heinrich Rickert und Emil Lask um die Ausarbeitung einer Definitionslehre bemüht.
Definieren ist eine möglichst eindeutige Bestimmung eines Begriffes, wobei er gegenüber benachbarten anderen Begriffen abgegrenzt wird.
Rickerts Zur Lehre von der Definition stellt dessen Dissertation dar. In Grenzen der naturwissenschaftlichen Begriffsbildung hat er sodann seine Theorie des Begriffs ohne Rücksicht auf die Definition weiter ausgearbeitet. Die allgemeine Verwirrung in der Definitionslehre beruht auf einer falschen Auffassung vom Begriff. Rickert will an „Definition“ als einer „Begriffsbestimmung“ festhalten.
Zur Frage des Verhältnisses von Erfahrung und Denken bzw. von Anschauung und Begriff sagt Rickert unter Berufung auf den „Augenmenschen“ Goethe, der in seiner Farbenlehre sagt, dass wir schon bei jedem aufmerksamen Blick in die Welt theoretisieren:

„Jede ausdrücklich zum Bewußtsein gebrachten oder erkannte Wahrheit hat die Form des Urteils, und zu seinem logischen Gehalt gehört notwendig sowohl ein ‘intuitives’ als auch ein ‘diskursives’ Moment.“

Rickert behandelt Definieren als Begriffsbildung und Begriffszerlegung und sucht gegen den Intuitionismus etwa von Jakob Friedrich Fries, der glaube, dass es möglich sei, durch bloßes Sehen schon eine Wahrheit theoretisch zu erfassen, zu zeigen, dass der fertig definierte Begriff nicht etwa logisch früher als das Urteil ist, sondern seinem logischen Gehalt nach als ein Produkt des Urteilens verstanden werden muss. Das Urteil ist daher nicht bloße Verbindung von Begriffen als Vorstellungen, sondern ist Träger eines unentbehrlichen diskursiven Elements.

##### Ernst Cassirer
Ernst Cassirer erhebt gegenüber dem Nominalismus den Einwand, dieser könne nicht erklären, warum ein bestimmter Begriff (z. B. der Atom-Begriff) zur Entdeckung neuer, bislang unerforschter Tatsachen führen könne.

### Definitionen nach Explizitheit

#### Kontextdefinition (implizite Definition)
Während in expliziten Definitionen der definierte Ausdruck alleine auf der linken Seite vorkommt, gilt dies für Kontextdefinitionen (oder auch implizite Definitionen) nicht. In der Kontextdefinition tritt der definierte Begriff also nicht allein auf der linken Seite auf, sondern in einem für ihn charakteristischen Kontext. Die Verwendung in anderen Kontexten ist unzulässig.
Fällt beispielsweise eine allgemeine Definition des Prädikates „adäquat“ schwer, so lässt sich leicht definieren, dass die Aussage „X ist ein adäquater Kalkül“ genau dann wahr ist, wenn X ein Kalkül ist, der vollständig und korrekt ist.
Adäquatheit wurde damit nur im Kontext „Kalkül“ definiert, und die Frage, wann überhaupt etwas adäquat ist, bzw. welche Dinge unter diesen Begriff fallen, stellt sich nicht. Dieser ontologische Unterschied erspart etwa der modernen Mathematik die philosophische Frage nach dem Wesen der Zahl (empirisch, psychologistisch oder logisch). Denn die mathematischen Axiome sagen nicht, was eine Zahl ist, sondern wann sich etwas Zahl nennen darf und welche arithmetischen Eigenschaften sodann für diese gelten.

##### Spinoza
Baruch Spinoza formuliert seine „Ethik“ in Form von Axiomen.
Als Beispiel: Er zieht aus folgenden beiden Aussagen, die er „Definitionen“ nennt, die Schlussfolgerung:
Die Substanz ist von Natur früher als ihre Erregungen.
1. „Unter Substanz verstehe ich das, was in sich ist und durch sich begriffen wird; d.h. etwas, dessen Begriff nicht den Begriff eines andern Dinges nötig hat, um daraus gebildet zu werden.“
2. „Unter Modus verstehe ich eine Erregung (Affektion) der Substanz; oder etwas, das in einem andern ist, durch welches es auch begriffen werden kann.“[67]

Offenkundig handelt es sich bei (1) und (2) um Vereinbarungen über den Sprach- bzw. Zeichengebrauch. Aus solchen lässt sich noch nicht einmal die Existenz des so Bezeichneten schlussfolgern, geschweige denn eine weitere Existenzbehauptung logisch korrekt ableiten. Spinoza verwendet seine Definitionen insgeheim als Existenzialaxiome.
„lateinisch Omnis determinatio negatio est.“ (lat., zu dt.: Jede Bestimmung ist eine Verneinung. )

#### Partielle Definitionen
Partielle Definitionen gelten nur für einen bestimmten Teilbereich. Sie sind anwendbar nur für den Fall, dass eine gewisse Vorbedingung erfüllt ist.
Die wichtigste Gruppe der partiellen Definitionen bilden die Definitionen von „Dispositionsbegriffen“, wie zum Beispiel „wasserlöslich“. Solche Definitionen beschreiben nicht Eigenschaften, die direkt durch Beobachtung ablesbar sind, sondern solche, die an eine (Prüf-)Bedingung geknüpft sind.

#### Operationale Definition
Mitunter werden Ausdrücke durch eine Methode definiert, mit der man feststellen kann, ob in einem konkreten Fall der Ausdruck angewendet werden kann. In diesem Fall spricht man von operationalen Definitionen. Operationale Definitionen sind häufig partiell.

#### Rekursive Definition
In der rekursiven Definition – auch induktive Definition genannt – wird mit der Nennung der einfachsten Gegenstände begonnen, die dem Definiendum angehören. Dann wird ein Verfahren angegeben, mit dessen Hilfe man die weiteren Gegenstände erzeugen kann. Manchmal wird darauf hingewiesen, dass alles, was nicht durch beliebig – aber endlich – oft wiederholte Anwendung des Verfahrens gewonnen werden kann, nicht zum Definiendum gehört, aber auch ohne diesen Hinweis werden rekursive Definitionen zumindest in der Mathematik immer so verstanden. Die Induktion kann strukturell oder vollständig sein. Rekursive Definitionen finden sich vor allem in der Mathematik und der mathematischen Logik. Beispiel: „Die Summe {\displaystyle \operatorname {sum} (n)} der natürlichen Zahlen bis einschließlich {\displaystyle n} ist definiert als 0, falls {\displaystyle n=0}, und {\displaystyle \operatorname {sum} (n-1)+n} sonst.“
Weitere Beispiele sind die rekursive Definition der Fibonacci-Folge oder die rekursive Definition eines Palindroms. Auch die Definition der Syntax einer Programmiersprache durch eine Grammatik in Backus-Naur-Form ist eine rekursive Definition.
Auch außerhalb von Mathematik, Logik und Informatik wären rekursive Definitionen denkbar, z. B. „Die Nachkommen einer Person sind ihre Kinder und deren Nachkommen.“ Solche Definitionen werden aber üblicherweise nicht verwendet.

### Persuasive Definitionen
Persuasive Definitionen sind Definitionen, die neben ihrem beschreibenden Inhalt auch gefühlsmäßige Bedeutungen (engl. emotive meaning) haben. Charles L. Stevenson, der die Bezeichnung 1938 in einem Mind-Artikel eingeführt hat, schreibt:

„A persuasive definition changes descriptive meaning without substantially changing emotive meaning; and a persuasive quasi-definition changes emotive meaning without substantially changing descriptive meaning.“

Persuasive Definitionen finden sich sehr häufig in der Philosophie und in den Sozialwissenschaften.

### Typenbegriffe

#### Max Weber
Für die Entwicklung der Theorie der Typenbegriffe waren die Überlegungen von Max Weber zum Idealtyp theoriebildend.

#### C. G. Hempel
Die logischen Untersuchungen von C. G. Hempel zum Typusbegriff sind nicht nur im Hinblick auf Max Webers Idealtypus interessant, sondern allgemein zur Frage, wie eine Taxonomie zu erstellen sei.

## Wissenschaftstheoretische Probleme von Definitionen

### Wissenschaftssystematische Einordnung
Die Definitionslehre bildet einen Teil der Logik, sofern diese als Methodenlehre aufgefasst wird. Der logische Charakter von „Definition“ ergibt sich hierbei „teleologisch“ aus deren daraus bestimmbarer methodologischer Funktion.

### Funktionen von Definitionen
Wissenschaftliche Definitionen werden in der Regel dann gefordert, wenn Hypothesen und Theorien aufgestellt oder Modelle konstruiert werden, die von anderen Wissenschaftlern nachvollzogen und diskutiert werden können sollen. Um den Kriterien der Intersubjektivität zu genügen, soll hierbei Einvernehmen über die Bedeutung der verwendeten Begriffe erzielt werden.
Nach der Definitionslehre von Karl Popper hingegen wird die Definitionsfrage dadurch miterledigt, dass man die Theorie als Ganzes auf einen Objektbereich anwendet und einzelne Folgerungen daraus an Beobachtungssätzen überprüft.
In den Sozialwissenschaften ist die Grenze zwischen Definitionen und Ausdrücken, die keine Definition sind, oft fließend. Wenn die äußere Form nicht eindeutig klarstellt, ob es sich um eine Definition handelt, d. h., wenn der Autor weder explizit noch implizit seine Absicht geäußert hat, hängt es von der Intention des Autors ab, die man in diesem Fall nicht klären kann. In diesem Fall kann es zu Verwechslungen von Definitionen und insbesondere empirischen Verallgemeinerungen kommen, die zu Missverständnissen des Textes führen können.
Ähnliche Probleme können auftreten, wenn nicht klar ist, zu welcher Klasse von Definitionen eine vorlegte Definition gehören soll.
Eine Definitionslehre ist je nach Auffassung von Wissenschaftstheorie und Logik ein methodologischer Entwurf davon, was eine „Definition“ und wonach sie zu beurteilen sei, also welchen Sinn und Zweck sie habe. Wie im Bereich einer Fachsprache Definitionen geschaffen und gehandhabt werden, wird durch die Terminologielehre untersucht und präzise festgelegt. Wenn durch Definitionen Objekte klassifiziert, also in eine bestimmte Klasse eingeordnet werden, ist eine Taxonomie geschaffen.
Einer jeden besonderen Definitionslehre liegt eine bestimmte Auffassung von Begriffslehre bzw. eine Auffassung über die Beziehungen zwischen Begriff, Urteil und Theorie zugrunde; sie hat damit eine bestimmte Auffassung von Erkenntnistheorie und/oder Methodologie zur (mehr oder minder explizit gemachten) Voraussetzung. Daher gehen die Auffassungen über die Rolle von Definitionen in der Sprache und auch in wissenschaftlichen Zusammenhängen oft sehr stark auseinander.
Nach Auffassung des Nominalismus ist eine Definition nichts weiter als eine Festlegung des betreffenden Ausdrucks bzw. der jeweiligen Zeichenverwendung und kann als Vereinbarungssache überhaupt nicht „wahr oder falsch“ sein, lediglich mehr oder weniger zweckmäßig. Definitionen in diesem Sinne stellen bloß ein technisches Hilfsmittel dar, indem sie erlauben, die Sprechweise abzukürzen. Wer hingegen meint, für jeden Begriff gebe es eine „richtige“ Definition, eine entsprechende Aussage könne also wahr oder falsch sein, stellt sich dadurch auf die Seite des Essentialismus als einem der möglichen Antwortversuche auf das Universalienproblem.
Die wichtigsten Definitionslehren sind:
A) Eine Definition bestimmt das Wesen (Sacherklärung).

B) Eine Definition bestimmt den Begriff (Begriffskonstruktion oder -zergliederung).

C) Eine Definition stellt fest, wie bzw. mit welcher Bedeutung ein Zeichen tatsächlich verwendet wird.
Diese Auffassung ist in der älteren philosophischen Tradition selten ausdrücklich vertreten worden. Sie wird häufig nur implizit vertreten. Zum Beispiel können solche Autoren so interpretiert werden, die den Anspruch auf Wahrheit, den eine Realdefinition macht, auf eine Nominaldefinition zu übertragen suchen.
Bisweilen, wie etwa von Christoph von Sigwart, wird unter „Definition“ lediglich die Angabe der Bedeutung eines Ausdrucks verstanden.
D) Eine Definition setzt fest, wie bzw. mit welcher Bedeutung ein Zeichen verwendet werden soll.
Beträchtliche Verwirrung ist dadurch entstanden, dass selbst Philosophen wie Aristoteles, Leibniz und Immanuel Kant diese vier Konzeptionen begrifflich nicht immer strikt auseinandergehalten haben und daher in ihren Argumentationen zu Inkonsistenzen gekommen sind.

## Arbeitsdefinition
Unter einer Arbeitsdefinition versteht man die vorläufige Definition eines Sachverhaltes, die noch nicht den Anspruch erhebt, diesen Sachverhalt erschöpfend zu definieren. Sie dient in der Regel als Arbeitsgrundlage für bestimmte Fragestellungen und wird im Allgemeinen nach Abschluss einer Untersuchung im Sinne einer Präzisierung überarbeitet. Sie dient demnach nur zur Phänomenbeschreibung und groben Abgrenzung des Forschungsgebietes.

## Bedeutung
Begriffe und deren Definition dienen zur Beschreibung des Erfahrungswissens und verkürzen die Kommunikation. Denn anstatt „eine chemische Verbindung, die aus den Elementen Wasserstoff (Elementsymbol {\displaystyle H}) und Sauerstoff (Elementsymbol {\displaystyle O}) im Verhältnis {\displaystyle 2:1} besteht“ (Definiendum), kann man einfach „Wasser“ (Definiens) sagen oder schreiben. Diese Definition enthält ebenfalls den erforderlichen Gattungsbegriff (chemische Verbindung) und das – nur für Wasser geltende – Spezifikum (Wasserstoff und Sauerstoff). Auch diese Definition kann präziser durch eine Formel (chemische Formel {\displaystyle H_{2}O}) dargestellt werden als bei der verbalen Definition. Definitionen spielen in allen Wissenschaften eine große Rolle, um die Bedeutungen von verwendeten Fachtermini anzugeben und die Verständigung zu erleichtern. Das Kernstück aller Lexika ist die Definition des Lemmas. Nominaldefinitionen können mehr oder weniger zweckmäßig sein, nicht jedoch wahr oder falsch.